# 若本規夫

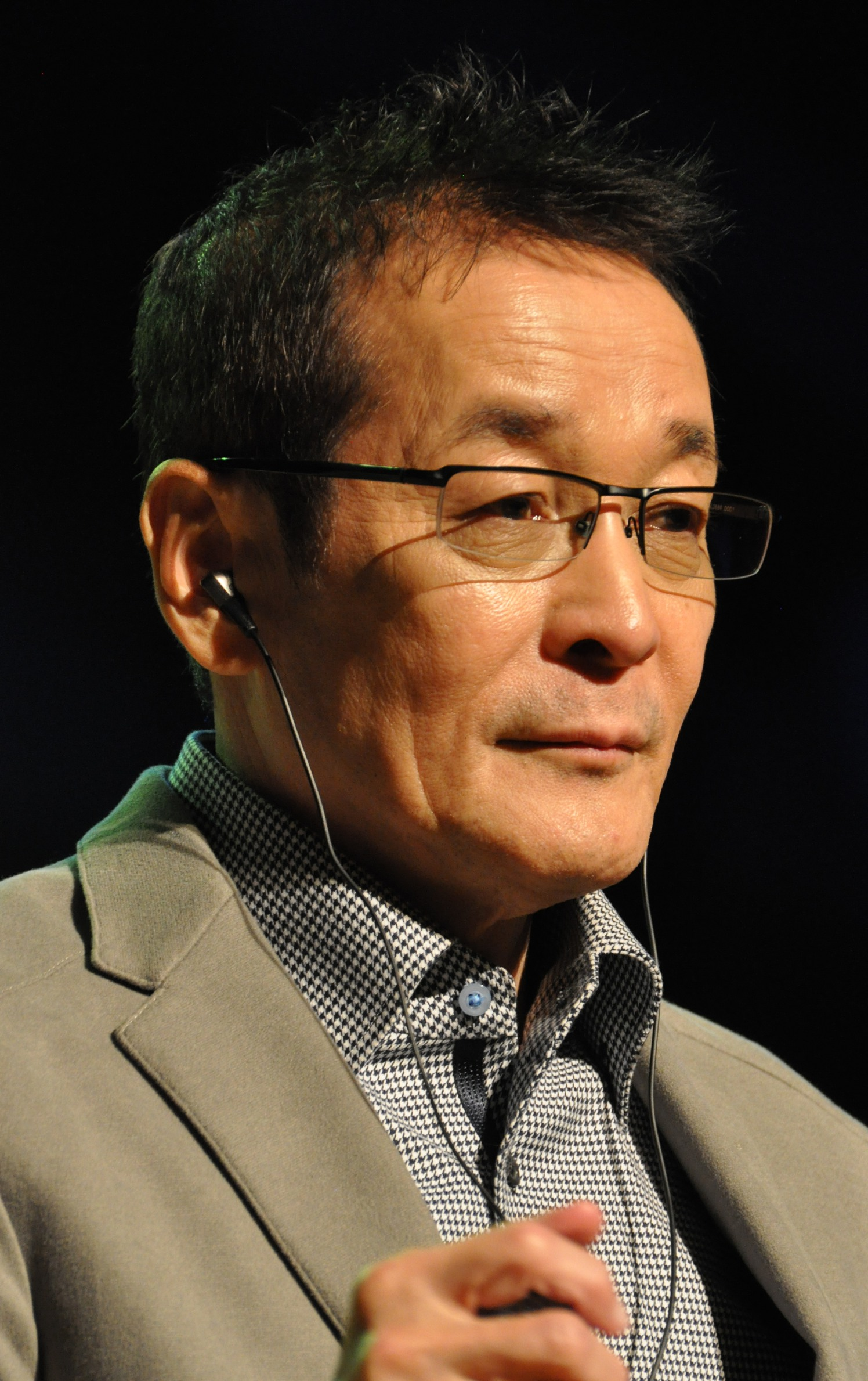
若本規夫

若本 規夫（日语：／ Wakamoto Norio，本名：若本 紀夫（日文讀法相同）、1948年10月18日—），日本男性配音員、武道家。隸屬於Sigma Seven。出生於山口縣下關市、在大阪府堺市長大。關西大學第一高等學校畢業、早稻田大學法律系畢業。
舊藝名為若本 紀昭（わかもと のりあき）。愛稱是大人、若本大人、強力若本（此愛稱來自於若元製藥的藥品「強力WAKAMOTO」）等多數。
出道作是美國電視影集《聯邦調查局 The F.B.I.》配音「刑警1」的角色。代表作是布魯斯威利的日語配音、（アナゴさん、花澤的父親）、《戰國BASARA》的織田信長、《七龍珠Z》的賽魯、《美味大挑戰》的岡星精一等。《投稿!特報王國》、《旋風管家》的旁白、《Code Geass 反叛的魯路修》的查爾斯·D·不列顛尼亞等亦廣為人知。

## 人物
- 經歷特殊，於早稻田大學畢業後，曾在警視廳機動隊工作，之後轉往消費者團體工作時，在25歲到黑澤良的配音教室上課後，轉換工作去當配音員。[3]
- 成熟尖銳兼具的聲質與獨特的語調、如歌般的抑揚頓挫、充滿說服力的談話、演出如《銀河英雄傳說》的奧斯卡·馮·羅嚴塔爾、《聖騎士之戰》系列的喬尼等美男子是理所當然的適當。而演出《七龍珠Z》的賽魯、《命運傳奇2》的巴魯巴多斯、《Code Geass 反叛的魯路修》的大不列顛帝國皇帝 查爾斯·D·不列顛尼亞、《F-ZEROファルコン伝説》的Black Shadow、《王國之心II》的XIII機關 No.I 傑姆那斯、《戰國BASARA》的織田信長等、西洋片配音與動畫、遊戲等壞人角色時，被認為表現得更為出色。其他如《サザエさん》的アナゴさん角色般的溫柔男性角色、播報員等也很行。
- 在《投稿!特報王國》節目中旁白等表現，形象崩壞程度更甚於其熱烈演出的緣故，近年來被拔擢為搞笑角色的機會也很多。
- 特別是《笑園漫畫大王》的千代父、《魁!!天兵高校》的機械澤新一、《2X2忍傳》的音速丸、《犬神！》的仮名赤道斎、《魔法少年賈修》的ビクトリーム(華麗的勝利V老大)角色更被說是除了若本以外，沒有比他更適合的人了。而（若本本身亦喜歡音速丸此一角色、廣播劇CD和動畫版都有更動過配音員，唯獨音速丸是同一個人。而得以演出ビクトリーム的原因，有一說是，在動畫尚未上映前觀眾就希望若本來演出此角色的緣故。）。由於在堺市長大、因此泉州腔的演出也不少。
- 其成熟聲音、可說是如怪演員般具個性的演技，受到一部份狂熱者的支持。亦有人以WAKAMOTO藥廠生產的胃腸藥名（強力WAKAMOTO）代換為「強力若本」來比喻其頗具個性的演技。有段時間在網路上流行以模仿若本的聲音來唱歌並替換掉原本歌曲歌聲的歌。
- 擁有少林寺拳法參段、全日本劍道連盟貳段、禊流古神道神法教傳傳師範代（可教武術）等資格、此為若本在業界著名的武道家一面。
- 因為遇上工作低潮，從50歲左右展開「自主魔鬼訓練」[2]，四處拜師學藝，陸續學過西野流呼吸法（日语：西野流呼吸法）、唱聲樂、古神道祝詞息吹（日语：古神道）、大道藝、浪曲、肥田式強健術（日语：肥田式強健術）、古武道的身體操作術、虛無僧尺八呼吸法、昆達里尼瑜珈的火呼吸法、......等等，為他在中年之後的獨特配音與呼吸風格奠定雄厚的基礎。[4]

## 逸事
- 演出「挨打角色」時、能將臉部被打的聲音和腹部被打的聲音演出差別。據若本所說、這是根據其大學時代四年間練的少林寺拳法及機動隊時代的經驗而來的。
- 日本新宿車站動亂事件（1968年）的時候、曾在機動隊的最前線參加攻防。
- 演出《七龍珠Z》的賽魯時，其「Bue～（Buruaaaaa）」[5]（狀聲詞）的獨特聲音成為話題。
  - 在自己家裡看劇本並練習賽魯台詞時、曾有附近的小孩叫說：「滾出來、賽魯!」想嚇若本，當時若本則回叫說：「想被我吸收的傢伙是哪一個啊啊啊啊啊！」[6]
  - 若本頗為中意其持續演出賽魯的完全體。
- 在演出《魁!!天兵高校》的メカ澤新一時、從壞掉時的聲音到變成機車時的效果音全都是若本的聲音演出。
- 在演出《新鬼武者 DAWN OF DREAMS》時、為了配合其演技開頭動畫的CG延後了30秒。
- 同樣地，天使怪盜的導演於活動中披露，若本在《天使怪盜》中擔任來賓演出時、由於其演技的深刻突出，以致於無法對上畫面上人物的嘴、結果反而是動畫工作人員來配合若本的演技。
- 雖然有自己樂於出演的搞笑演出、但對近年來頻繁地被拔擢為搞笑角色及一部份網路上所獲得的狂熱支持等事情、若本自言其實並不覺得愉快。
- 雖演出動畫《サザエさん》的アナゴ、然而該角色命名來源的穴子卻是其討厭的食物（在2006年12月15日播放的《週刊!アニたま金曜日》節目中為鳥海浩輔所披露）。
- 通常廣播劇CD與動畫是分開製作（而特別在廣播劇CD先製作的時候）於日後的各種原因而改變演出角色的情節屢見不鮮，而於《2X2忍傳》動畫化時，由於原作者希望若本演出，加上原作者對若本於廣播劇CD中的演技相當中意，雖然其他的動畫角色全部換人，但只有若本還是演出同樣的角色。
- 由於若本原本為機動隊員，據此經驗的若本演出《六三四之劍》時，並非是單純的演技，而是以經驗為基礎並用真實的劍道聲音發聲。

## 演出
粗體字表示主要角色。

### 電視動畫
年度不詳
- サザエさん（アナゴ、花澤的父親、空き巣、湯水金蔵、他）

1972年
- 科學小飛俠（第51話的警察隊長（以本名：若本紀夫演出））

1978年
- 未来少年柯南（ドゥケ）
- 鲁邦三世 (TV第2期)（ナポレオン・ゼロ、刑務所官吏、警察官）
- 銀河鐵道999（エアー・カー）

#### 1980年代
1980年
- 明日之丈2（金竜飛）

1981年
- 福星小子（美術の先生）

1982年
- さすがの猿飛（緒方先生）
- 魔境伝説アクロバンチ（ヒロ・蘭堂）
- 南方彩虹的露西（威廉・萊特）

1983年
- 聖戰士（旁白、アレン・ブレディ）
- 漫畫日本史（坂本龍馬）

1984年
- 重戰機L-Gaim（リョクレイ・ロン）
- 北斗神拳（シュレン、ラオウ（只有第32話登場））
- よろしくメカドック（第1、3、17話　暴走族「須賀六狼」成員A　以舊名若本 紀昭（乗昭）名義）
- 魯邦三世第三季（第39話　無角色名的「手下」、ジェームズ・ドボン、其他）

1985年
- 超獸機神斷空我（シャピロ・キーツ）
- 六三四之劍（東堂国彦）

1986年
- 相聚一刻（茶々丸のマスター）

1988年
- 美味大挑戰（岡星精一）
- 城市獵人2（エリック）
- 闘將!!拉麵男（筋肉拳蛮暴狼）
- 鎧傳（迦雄須）

1989年
- 森林王子 少年毛克利（班圖）
- 新聖魔大戰（ブラックゼウス）
- 天空戰記（破壊神シヴァ）

#### 1990年代
1992年
- 宇宙騎士（Tekkaman Omega、相羽健吾）
- 美少女戰士（雨出佑助）
- 幽遊白書（剛鬼、酎）
- 七龍珠Z（賽魯）

1993年
- GS美神極樂大作戰（パイパー）

1996年
- 七龍珠GT（賽魯）
- 名偵探柯南（大瀧悟郎警部、諏訪道彦、宮原悟史、蟹江是久）

1997年
- 烙印勇士（ガンビーノ）
- BURN-UP EXCESS（長官）
- 神奇寶貝（トウキチ、キンゾー）

1998年
- 怪傑蒸氣偵探團（機械男爵）
- 星際牛仔（ビシャス）
- 蠟筆小新（大哥、黑道成員、標題註記）※曾誤記為「岩本規夫」
- YAT安心!宇宙旅行（第2期）（ガノン）

1999年
- 無限的未知（コンラッド・ヴィスケス）

#### 2000年代
2000年
- 人造人間キカイダー THE ANIMATION（ゴールデンバット）

2001年
- カスミン（暗闇将軍）
- 人造人間009（平成版）（スカール）
- 超能奇兵（予告旁白）
- PARAPPA THE RAPPER（キングコングムシ）

2002年
- 笑園漫畫大王（千代父）
- 五九戰記（エレフェントビショップ）
- 我們這一家（リングアナ）
- 天使特警（シュバリエ）
- 金肉人II世（ブラッド・キラー）
- 數碼寶貝最前線（アイスデビモン）
- デュエル・マスターズ（ジョージ）
- 爆鬥宣言大鋼彈（ドラゴバースト）
- ヒートガイJ（セルジュ・エチゴ）

2003年
- 狼雨（フクロウ、ダルシア一世）
- F-ZERO ファルコン伝説（Black Shadow）
- 巷説百物語（長耳）
- コロッケ!（ゴーヤ）
- 魔法少年賈修（フェイン、ビクトリーム）
- 魁!!天兵高校（機械澤新一、旁白（第一話）、親方）
- 音速小子X（只於第60-61話登場無角色名）
- 惑星奇航（ギガルト・ガンガラガッシュ）
- 冒険遊記プラスターワールド（ダイランド）
- 天使怪盜

2004年
- 混沌武士（文大）
- 沙漠神行者（雨蜘蛛）
- 機獸超世紀（ロジャー）
- 鐵人28號（第4作目）（村雨竜作）
- 哆啦A夢(大山羨代版)（警探）
- 2X2忍傳（音速丸）
- 遊戲王GX（タイタン）
- 極道鮮師（大島京太郎）

2005年
- 幸運女神 （千兵衛）
- 高機動幻想（ハードボイルドペンギン）
- Canvas2（美咲二郎）
- 美少女學園（學園長）
- 變形金剛：銀河原力（フレイムコンボイ/火龍柯博文/普雷姆康柏/烈焰總司令）
- 甲賀忍法帖（柳生宗矩）
- 魔法老師（魔將軍）

2006年
- 幸運女神：繽紛之翼（千兵衛）
- 犬神！（赤道齋）
- 童話槍手小紅帽（音樂南瓜）
- 機神咆吼Demonbane（アウグストゥス）
- 銀魂（松平片栗虎、超級地球人）
- Code Geass 反叛的魯路修（查爾斯·D·不列顛）
- 少年陰陽師（窮奇）
- 超級機械人大戰OG -Divine Wars-（邁亞·V·布蘭修坦）
- 009-1（所長、士官）
- Soul Link（森本茂道）
- 嬌蠻之吻（橘平蔵）
- 天保異聞 妖奇士（鳥居耀藏）
- 小心啊公主（首領X）
- 獻上女神的祝福（鷹栖尚幸）
- 吉永家的石像怪（ガーゴイル）
- 不可思議星球的雙胞胎公主（黑暗水晶）
- NANA（金本豪）

2007年
- 大江戸ロケット（鳥居耀蔵）
- 獸裝機攻斷空我NOVA（WILL）
- 奔向地球（旁白）
- Baccano！（古斯塔夫·聖傑曼）
- 旋風管家（天之聲、見切照雄）
- 藍蘭島漂流記（北のぬし）
- 不可思議星球的雙胞胎公主Gyu!（黑暗水晶）
- keroro軍曹（Syurara）
- 物怪（海座頭）
- 驅魔少年（溫達斯·索加羅）

2008年
- Code Geass 反叛的鲁路修 R2（查爾斯·D·布里塔尼亞）
- 西洋骨董洋菓子店 （芥川忠宏）
- 神薙（醉漢大叔）
- 食靈（納布〈兄弟〉）

2009年
- 戰國BASARA（織田信長）
- 仰望天空的少女瞳中的世界（グンタール）
- 哆啦A夢(水田山葵版)（山羊男）
- 遊魂 -Kiss on my Deity-（泉戶裕導）
- Princess Lover!（有馬一心）

#### 2010年代
2010年
- 變形金剛進化版（密卡登）
- FAIRY TAIL魔導少年（星靈王）
- 玩伴貓耳娘（雄一表叔）
- 七龍珠改（賽魯）

2011年
- 魔法禁書目錄II（比亞吉奧主教）
- DOG DAYS（葛德溫将軍）
- 日常（第7話預告旁白）
- 歌之王子殿下（シャイニング 早乙女）
- 未來日記（Deus·X·Machina）
- 銀魂'（松平片栗虎）
- 請認真的和我戀愛！！（總理）

2013年
- 宇宙戰艦大和號2199（赫姆·谢立克）※2012年起于电影院先行上映
- 襲來！美少女邪神W（吸塵器）
- 名偵探柯南（大瀧悟郎 ※第710～711話）

2014年
- WIZARD BARRISTERS～弁魔士賽希爾（纳纳吉尼）
- 月刊少女野崎同學（漫畫的聲音）

2015年
- DOG DAYS（葛德溫将軍）
- 歌之王子殿下 真愛革命（Shining·早乙女）
- 银魂° (松平片栗虎)

2016年
- 潮與虎 第2期（紅煉）
- 至高指令（草木國土）

2017年
- 鬼燈的冷徹 第貳期（漢）

2018年
- POP TEAM EPIC（PIPI美〈第3話B段〉）
- Planet With（閣下）
- 魔法禁書目錄III（比亞吉奧·普索尼）

2019年
- 非洲的動物上班族（AFUKADO部長）

#### 2020年代
2020年
- Rebirth（旁白）
- 繼怪怪守護神（皇進）
- 我立於百萬生命之上（遊戲管理員）

2021年
- 歌劇少女!!（穴井一尉[7]）

2025年
- 聖騎士之戰 奮戰：DUAL RULERS（強尼[8]）

### OVA
- 聖傳（帝釈天）
- 青空少女隊（小西充）
- 蘋果核戰記（セバスチャン）
- 伊蘇 天空の神殿～アドル・クリスティンの冒険（ダーム）
- 魔力小馬（鏢）
- からくりの君（加藤）
- 強殖裝甲（オズワルド・A・リスカー）
- 銀河英雄傳說（奧斯卡·馮·羅嚴塔爾）
- 高校鉄拳伝タフ（アイアン木場）
- 鐵甲人-地球靜止之日（神行太保 戴宗）
- 11人いる!（ヌー）
- JOJO冒險野郎（ホル・ホース）
- 超獸機神斷空我 白熱の終章（シャピロ・キーツ）
- 超神伝説うろつき童子（水角獣）
- 沈默的艦隊（海原渉）
- デトネイター・オーガン（トモルの兄、ラング）
- 天地無用!魎皇鬼（神我人）
- 飛越顛峰（オオタ・コウイチロウ）
- HELLSING（アレクサンド・アンデルセン神父）
- 名偵探柯南 柯南與平次與消失的少年（大滝警部）
- MEZZO FORTE（広岡）
- 裝甲騎兵外傳 機甲獵兵メロウリンク（ゴルフィ軍曹）
- 羅德島戰記（ウッド・チャック）
- 八神君的家庭事情（八神陽司）
- ONE PIECE 倒せ!海賊ギャンザック
- 戀姬無雙（貂蟬）
- （巴特將軍）

### 劇場版動畫
- 機動戰士GUNDAM（ジーン）
- 機動戰艦 -The prince of darkness-（ヤマサキ博士）
- 機動戰士GUNDAM F91（バルド中尉）
- 銀河英雄傳說 わが征くは星の大海（奧斯卡·馮·羅嚴塔爾）
- ゲゲゲの鬼太郎 最強妖怪軍団! 日本上陸!!（天狗）
- 五星物語（ボード・ヴュラード）
- 名偵探柯南 迷宮的十字路（大滝悟郎警部）
- 名偵探柯南 偵探們的鎮魂歌（大滝悟郎警部）
- 相聚一刻 完結篇（茶々丸的マスター）
- 11人いる!（ヌー）
- 銀魂劇場版 新譯紅櫻篇（松平片栗虎）（客串）
- Bayonetta: Bloody Fate（巴爾德）
- 龙珠超 超级英雄（赛鲁MAX）
- 飛吧！ 鯨魚的高峰（日语：とべ!くじらのピーク）
- Virgin Punk: Clockwork Girl（湯米·J[9]）

### 網路動畫
2017年
- 玉家當鋪（玉會長[10]）

2021年
- 超级七龙珠群雄（赛鲁）

### 遊戲
1993年
- 第三次超級機器人大戰（兵士，SFC、1999年PS）

1994年
- 超級機器人大戰EX（アレン・ブレディ、兵士，SFC、2000年PS）

1995年
- 七龍珠Z系列（賽魯，PS1、PS2、PS3、PS4、PC、PSP、XBOX）

1996年
- LASTBRONX 東京番外地（黒澤透，AC、SS、PC、2006年PS2）
- 流星雀士キララ☆スター（キャプテンゴージャス，AC）

1997年
- EVE burst error（ロス・御堂，SS）
- 命運傳奇（バルバトス・ゲーティア，PS、2006年PS2）
- 惡魔城X 月下夜想曲（吸血鬼伯爵，SS、PS）
- 機動戰士GUNDAM外傳 THE BLUE DESTINY（菲利普·休斯，SS、PS）
- 冒險王（バール，SS、PS）
- 超級機器人大戰F（アレン、シャピロ、リョクレイ、オオタ，SS、1998年PS）

1998年
- 茉莉花（組員，PS、2005年PSP）
- 超級機器人大戰F完結篇（アレン、リョクレイ、シャピロ，SS、1999年PS）
- 秘密戰隊メタモルV（大紋寺激）
- 葉月元久（快速天使）

1999年
- SD Gundam GGENERATION-ZERO（ドク・ダーム，SS）
- 第2次超級機器人大戰（兵士，PS）
- 女神戰記（ジェイクリーナス、アズタロサ、魔鏡窟の鬼，PS、2006年PSP）
- 純愛手札2（一文字薫，PS）
- 火魅子傳（蛇渇）

2000年
- 聖騎士之戰系列（ジョニー，各平台、GGX以後登場）
- Gun Bird 2（アイン，AC、DC、PS2）
- CAPCOM VS. SNK系列（Vega，各平台）
- SD Gundam GGENERATION F（ドク・ダーム，PS）
- Eternal Arcadia（ギルダー，DC）
- 機動警察パトレイバー Game Edition（クリシュナ・アマルナート，PS）
- 瑪魯王國的人形公主2（フォンフォン、グワンジ、モミー，PS）
- 瑪魯王國的人形公主 3代（フォンフォン、グワンジ、モミー，PS2）

2001年
- 拳皇2001（伊格尼斯 Igniz，AC、PS2、DC、XBOX）
- EVE The Fatal Attraction（プリーチャー，PS）
- 波波羅克洛伊斯物語2（鬼面童子，PS）
- 洛克人X6（ハイマックス）

2002年
- 保鏢（ドゥラガン・C・ミカド）
- 拳皇2002（路卡尔.班舒泰尔 Omega Rugal Bernstein，AC、PS2、DC）
- 超級機器人大戰IMPACT（ノイ・レジセイア、シャピロ・キーツ、アレン・ブレディ，PS2）
- 超級機器人大戰OG（邁亞·V·布蘭修坦，GBA）
- 命運傳奇2（バルバトス・ゲーティア，2007年PSP）

2003年
- 半熟英雄VS3D（3D大元帥）
- 機神咆吼（アウグストゥス，PC、PS2）
- 奇諾之旅 店の話（店主，PS2）
- 問答魔法學院 系列（加魯達，AC於2代後登場）
- 魔法少年賈修 激闘! 最強の魔物達（フェイン、ビクトリーム，PS2）
- 魔法少年賈修 うなれ! 友情の電撃2（ビクトリーム，GBA）
- 電腦戰機Virtual-On Marz（ダイモン，AC、2004年PS2）
- 武刃街（殴天災，PS2）
- SNK VS. CAPCOM SVC CHAOS（Vega，PS2）
- マブラヴ（ハウル・ラダビノッド，PC）
- 狂野歷險 Alter Code F（ジークフリード，PS2）
- 魔界戰記2（魔王，PS2）

2004年
- 鬼武者3（明智光秀，PS2、PC）

2005年
- 家族計画 ～心の絆～（広田寛，PS2）
- 魔法少年賈修 友情タッグバトル2（ビクトリーム，PS2、GC）
- 永遠的阿賽莉亞：大地的盡頭（黒き刃のタキオス、聖賢，PS2）
- 召喚夜響曲外傳:破曉之翼（懷法，PS2）
- 王國之心II（ゼムナス，PS2）
- 戰國BASARA（織田信長，PS2）
- 嬌蠻之吻～Mighty Heart～（橘平蔵、土永さん，PC、2006年PS2）
- 幽靈王國（魔帝ロイヤルキングダーク3世，PS2）
- 美少女夢工廠4（魔王，PS2、PC、PSP）
- 狂野歷險 the 4th Detonator（ガウン・ブラウディア，PS2）
- DUEL SAVIOR JUSTICE（無道，PS2）

2006年
- 藍龍（ネネ，XBOX 360）
- 高機動交響曲 白之章 ～青森企鵝傳說～（ハードボイルドペンギン，PS2）
- 新鬼武者 DAWN OF DREAMS（石田三成，PS2）
- 機神飛翔デモンベイン（アウグストゥス，PC）
- 惡魔城：廢墟的肖像（吸血鬼伯爵，NDS）
- 戰國BASARA2（織田信長，PS2）
- 我的迷宮（ダン吉，PSP）
- 蠟筆小新 最強家族カスカベキングうい～（ミスターササグチ，Wii）
- 最終幻想XII（アルシド・マルガラス，PS2）
- PHANTASY STAR UNIVERSE（レンヴォルト・マガシ，PS2、PC、XBOX 360）
- 魔界戰記2（ゼノン，PS2）
- マブラヴ オルタネイティヴ（ハウル・ラダビノッド，PC）
- 潛龍諜影 Portable OPS（ジーン，PSP）

2007年
- Luminous Arc（アンドレ，NDS）
- 月光のカルネヴァーレ（ダヴィデ，PC）
- 惡魔城X年代記（ドラキュラ伯爵）
- 奥丁领域（海因德尔、死神）

2008年
- 惡魔城 被奪走的刻印（ドラキュラ伯爵）
- 幻想戰記（国王 奈亚斯‧埃索度）
- 遊魂 -Kiss on my Deity-（泉戶裕導）
- 戀姬†夢想（貂蟬）
- 雙星物語2 ZWEIⅡ(吸血鬼Zahar、蒙面超人Gallandou)

2009年
- 快打旋風IV (Vega, 美版:M.Bison， XBOX 360、PS3、PC、Arcade)
- 拳皇2002 UM（伊格尼斯 Igniz，PS2、XBOX）

2010年
- 異度神劍（穆姆卡，Wii）
- 戰國BASARA3（織田信長，PS3、Wii）
- 超級快打旋風IV (Vega, 美版:M.Bison， XBOX 360、PS3、Arcade)

2011年
- 超級快打旋風IV AE (Vega, 美版:M.Bison， XBOX 360、PS3、PC、Arcade)

2013年
- 魔導巧殼 ～闇之月女神在魔導帝國詠唱～（奧路法·扎魯德）
- 英雄聯盟 LEAGUE of LEGENDS（日版 Swain）

2015年
- 碧藍幻想 （伊帕茲 イッパツ）

2016年
- 快打旋風V (Vega, 美版:M.Bison)

2018年
- Dragalia Lost ～失落的龍絆～（索狄亞克）
- 蒼之紀元 (羅蘭)

2019年
- 凱薩琳Full Body （页面存档备份，存于） ( 老闆 [11]/ 湯瑪士‧麥頓 Thomas Mutton，PS4 )
- JUMP FORCE（賽魯）

2020年
- 魔法禁書目錄 幻想收束（比亞吉奧主教）

2022年
- 拳皇全明星 (Vega, 美版:M.Bison)

其他
- へべれけ 系列（すけざえもん、うにょ～ん，各平台）

### 外語配音

#### 電影、電視影集
- 還珠格格 日語吹替版 張鐵林 飾 乾隆
- 不列顛之戰（Canfield）若本紀昭名義
- 異形4:浴火重生（Vriess）
- 戰雲密佈2（Kretz）
- 萬惡城市（Senator Roark）
- 星際大戰五部曲：帝國大反擊（藍道·卡瑞森）
- 星際大戰六部曲：絕地大反攻（藍道·卡瑞森）
- Space: 1999（Paul Morrow）
- 潜龙轰天 ※電視版（Tom Breaker）
  - Under Siege 2（暴走潜龙） ※電視版（pen）
- 真實的謊言富士電視台版本（Salim Abu Aziz，大反派）
- The Professsionals（William Andrew Philip Bodie）
- 荒野女醫情（Jake Slicker）
- 岸上風雲（Terry Malloy）
- 限制級戰警2：極限公國（Lt. Alabama 'Bama' Cobb）
- 反恐怖戰隊（Capt. Peter Skellen，1982）
- 越獄（セオドア・“ティーバッグ”・バッグウェル，2005）
- 摩登大聖（ケラウェイ警部）
- X Men 2
- 貴賓們（英语：The V.I.P.s (film)）（喬斯林〈羅納德·福瑞澤（英语：Ronald Fraser (actor)）〉）
- 激爆1992（英语：Year of the Gun (film)）（喬瓦尼）

#### 動畫
- 尖叫旅社系列（格瑞芬）
  - 尖叫旅社[12]
  - 尖叫旅社2
  - 尖叫旅社3：怪獸假期[13]
  - 尖叫旅社：變形怪獸[14]

### 旁白
- 星獸戰隊銀河人（朝日電視台）
- 星獸戰隊銀河人VS百萬連者
- 投稿!特報王國（日本電視台）
- スーパーJチャンネル（朝日電視台）
- スーパーJチャンネル拡大スペシャル（朝日電視台）
- 人志松本のすべらない話（富士電視台）
- 交渉人 真下正義 - TTR PR映像旁白
- ダウンタウンのごっつええ感じ（富士電視台） - 結婚前提戦士ラブラブファイヤーの旁白
- 商品降臨（東京電視台） - 天の声
- 木曜洋画劇場（デッドコースターの予告編ナレーター）
- JOJO冒險野郎 Phantom Blood（CMタイトルコール・PV旁白）
- 新潮社（廣播廣告旁白）
- The☆Net Star! 7月號（やる夫）
- 嵐にしやがれ（日本電視台）

### CD
- イノセント・サイズ（篁）
- カオシックルーン（死竜王デス＝レックス）
- 家族計畫 ～邂逅～（高屋敷寛）
- 我的主人（久米伸治）
- 魔法少年賈修（ビクトリーム）
  - 角色歌曲系列 ボーイズサイド ベリーメロン～私の心をつかんだ良いメロン～
  - ベリーメロン～パートナーにおかわりだ!バージョン～
- 魁!!天兵高校高校 特別編（メカ沢新一）
- 鬼眼狂刀系列（四聖天梵天丸）
- CD劇場 Dragon Quest（I・影の騎士）
- JOJO冒險野郎第三部（迪奧‧布蘭多）
- 超能奇兵 Sound Edition 1（羽衣先生）
- 戰國BASARA2 ～蒼穹！姉川の戦い～廣播劇CD（織田信長）
- Soul Link（森本茂道）
- 電影少女 集英社CDブック（謎の男）
- 覇王愛人（イーサン・ヤン）
- バッカーノ!（情報屋）
- 聖火降魔錄 暗黒竜と光の剣（オグマ）
- プラネテス CD DRAMA "Sound Marks"（ギガルト・ガンガラガッシュ／ナレーター）
- 快打旋風II 復讐の戦士 (ガイル)
- CD廣播劇合集 三國志（陳宮公台）
- Revo(Sound Horizon) Leviathan 終末を告げし獣（旁白）
- Sound Horizon 5th Story CD Roman (旁白、赤髪のローラン/M2,3,4,10)
- たくさんへべれけ (すけざえもん)
  - 曲のサンプリング音声
  - すけざえもんの留守番メッセージ

### 電視劇
- 迷糊動物醫生（ヒヨちゃん）

### 廣告
- 功夫小食神（旁白）
- CR泉谷しげるの「座頭市物語」（旁白）

### 廣播
- 癒されBar若本 （页面存档备份，存于）

### 電視節目
- AT-X番宣部長

## 腳註

## 外部連結
- 事務所公開簡歷 （页面存档备份，存于）（日語）
- 若本規夫公認粉絲俱樂部 MIRACLE VOICE （页面存档备份，存于）（日語）
- 若本規夫的聲優道，全三回，2015年9月18日最後查閱。（日語）
- 若本規夫的聲優道，完整中文翻譯 （页面存档备份，存于），2015年9月18日最後查閱。（繁體中文）